# Aghberk
Aghberk là một đô thị thuộc tỉnh Gegharkunik, Armenia. Dân số ước tính năm 2011 là 243 người.